# Иван Праматаров (учител)
Вижте пояснителната страница за други личности с името Иван Праматаров.
Иван Т. Праматаров (Праматарев) е български просветен деец от Източна Македония.

## Биография
Иван Праматарев е роден в 1841 година в мехомийското село Елешница, тогава в Османската империя. Учи в родното си село и в Банско. Работи като терзия и учител в Горно Драглища и Елешница (1865). Преподава по |взаимоучителния метод. В 1865 година Иван Праматаров е инициатор за построяване на първата училищна сграда в Елешица. Умира в 1917 година в Елешница.